# Água de coco

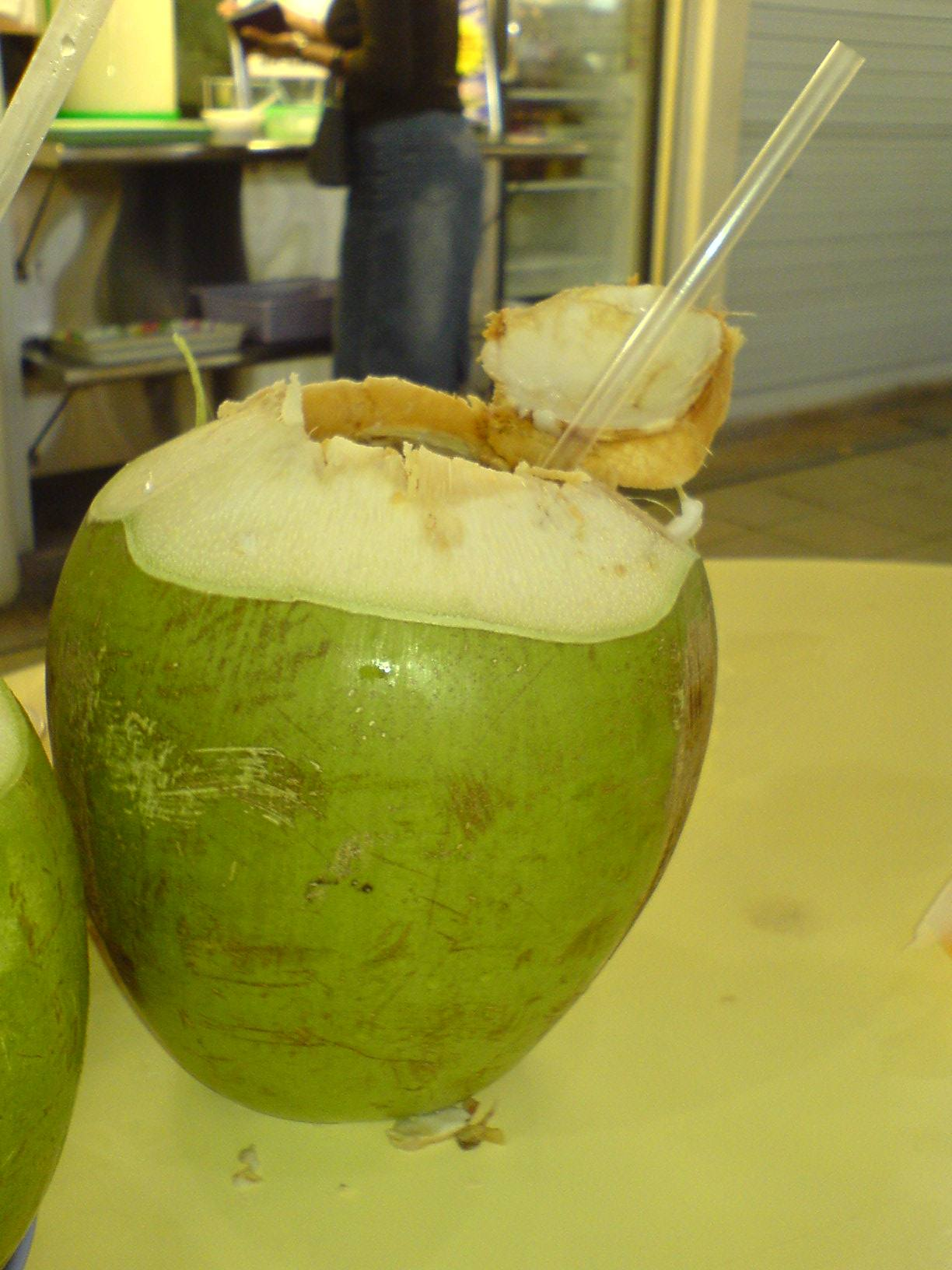
Água de coco sendo servida num bar em Singapura

Água de coco é o suco natural contido no interior do coco, o fruto do coqueiro. É rico em potássio, com poucas calorias e muitos nutrientes, livre de gordura e com alto poder reidratante. Ajuda no bom funcionamento do intestino e no metabolismo alimentar e é uma bebida diurética. É abundante em áreas tropicais e quentes, principalmente em balneários e cidades litorâneas, onde é consumida como bebida refrescante.

## Composição nutricional
A composição nutricional para 200 mililitros de água de coco é: 
- valor calórico de 40 quilocalorias;
- fósforo: 10 mg (0,7% da dose diária recomendada);
- cálcio: 40 mg (5% R.D.A.);
- sódio: 40 mg (3,2% R.D.A.);
- magnésio: 10 mg (3,2% R.D.A.)
- potássio : 160 miligramas.[2]